# Olle Häger
Olle Häger, född 19 september 1935 i Söderala församling i Gävleborgs län, död 1 november 2014 i Stockholm, var en svensk dokumentärfilmare, TV-producent, författare och historiker, mest känd från SVT:s Svart på vitt.

## Biografi
Uppvuxen som bondson i Heden, Söderala, avlade Olle Häger studentexamen 1955 i Söderhamn. Han var verksam som TV-producent från 1964 och blev filosofie licentiat vid Uppsala universitet 1967. Häger lärde känna Hans Villius, som knöt honom till Sveriges Radios kulturredaktion. Det var början på ett livslångt samarbete, som snart övergick till Sveriges Television, där de skapade hundratals historiska dokumentärer och tv-program, till exempel serien Hundra svenska år (1999). Deras samarbeten blev under flera decennier ett folkkärt begrepp inom Sveriges Televisions årliga utbud. De lade särskild vikt vid att skildra den enskilda människans liv och samhällsutveckling i ett större socialt sammanhang och han skrev ofta texterna till filmkommentarerna med Hans Villius karaktäristiska "historiens röst".
Häger hyste ett stort intresse för bild och fotografi. Tillsammans med Villius tilldelades han Stora journalistpriset 1986 för SVT-produktionen Svart på vitt, som duon gjorde tillsammans utifrån fördjupade betraktelser av olika gamla fotografier genom världshistorien. 1991 erhöll de båda även Publicistklubbens Guldpenna.
Hägers ungdomsplan var att bli författare och han debuterade tidigt med en novell i Bonniers Litterära Magasin. Med åren blev det ett omfattande författarskap inom historia, bland annat den mer omtalade Bondens år och bagarens bilder (1987), baserad på en grannes personligt skrivna bondedagbok från en gård i Hedens by i Hälsingland. Han skrev också två humoristiska detektivromaner, Bandyspelaren som försvann i Gambia (1991) och Skratta får du göra i Sibirien (1993). 
Häger erhöll professors namn 1996. Han var mycket historiskt verksam i hembygdens Hälsingland och skrev en mängd naturfilosofiska och lyriska krönikor i hälsingetidningarna. Han var en av de första att inväljas i Hälsinge Akademi 1988 och var 1998–2004 dess hövding (ordförande). Han medverkade regelbundet som författare i akademins skrifter och var engagerad i skrivartävlingar med mera. Han var även en skicklig tecknare. För sina insatser i folkbildningens tjänst erhöll han 2012 Konungens medalj av 8:e storleken i Serafimerordens band.
Olle Häger var morbror till journalisten Björn Häger.

## Filmografi (urval)
- Nu är det snart slut på hela härligheten. Ryska revolutionen 1917 (1967)
- Makten och ärligheten (1970)
- Sverige i det kalla kriget (1971)
- Sverige 1917 - 1918 (1972)
- Skotten i Sandarne (1973)
- 50-tal (1974)
- Men spåren finns kvar (1975)
- Ett satans år (1977)
- 1000 år – En svensk historia (1980)
- Mitt ute på blånande djupet: Kreta (1981)
- Mr Dynamite (1983)
- Svart på vitt (1984-1992)
- Sverige Sverige Fosterland (1985)
- Innan skottet föll (1986)
- Sammansvärjningen (1986)
- När världen gick under (1986)
- Fyra dagar som skakade Sverige – Midsommarkrisen 1941 (1988)
- Raoul Wallenberg - fånge i Sovjet (1990)
- Petra - den försvunna staden (1990)
- Sista båten till Jurkalne (1991)
- Igår röd: Sovjetunionens historia (1991)
- Sjön där Fride Magnusson drunknade (1992)
- Jag ser underbara ting: Med Hans Villius längs Nilen (1993)
- Där farlig sunnan går (1994)
- Moses, Aron och Karl XII (1994)
- Bland storkar och slott (1996)
- Tur och retur helvetet: Med Benny Grünfeld i Auschwitz (1996)
- Hundra svenska år (1999)
- Kiruna 100 år: Fy fan, ett sånt land! (2000)
- Minns du det landet? (2002)
- Året var 1953-1965 (2003-2015)
- Sara Lidman - att leva på skaren (2003)
- Frank Sinatra glömde aldrig Finspångl (2003)
- Wennerström drack alltid Dry Martini (2005)
- Det gråter en gubbe på Stockholms slott (2005)
- Budapest brinner (2006)
- Döden, motljuset och groggen (2007)
- Nio studenter i Little Rock (2007)
- Som en utkastad hund (2009)
- Jag minns... (2009-2013)
- Minnet av Messaure (2010)
- Kronprinsessan och kungariket (2010)
- Varför fick inte han leva? (2011)
- Landet som inte längre är (2012)
- Filmen som inte blev av (2013)
- Hur korpen blev till (2013)

## Priser och utmärkelser
- 1986 – Stora Journalistpriset
- 1988 – Ann-Marie Lunds encyklopedipris genom Bild och Ord Akademin, delat med Hans Villius
- 1991 – Publicistklubbens Guldpenna
- 1991 – Debutant-diplomet
- 1995 – Hertig Karls pris
- 2000 – Club 100-priset, delat med Kjell Tunegård
- 2000 – Ikarospriset, delat med Kjell Tunegård och Hans Villius
- 2004 – Statens historiska museers medalj "Historia Magistra Vitae"
- 2011 – Hedersledamot av Gästrike-Hälsinge nation i Uppsala
- 2012 – Konungens medalj av 8:e storleken i Serafimerordens band
- 2014 – Club 100:s hederspris